# Paratype

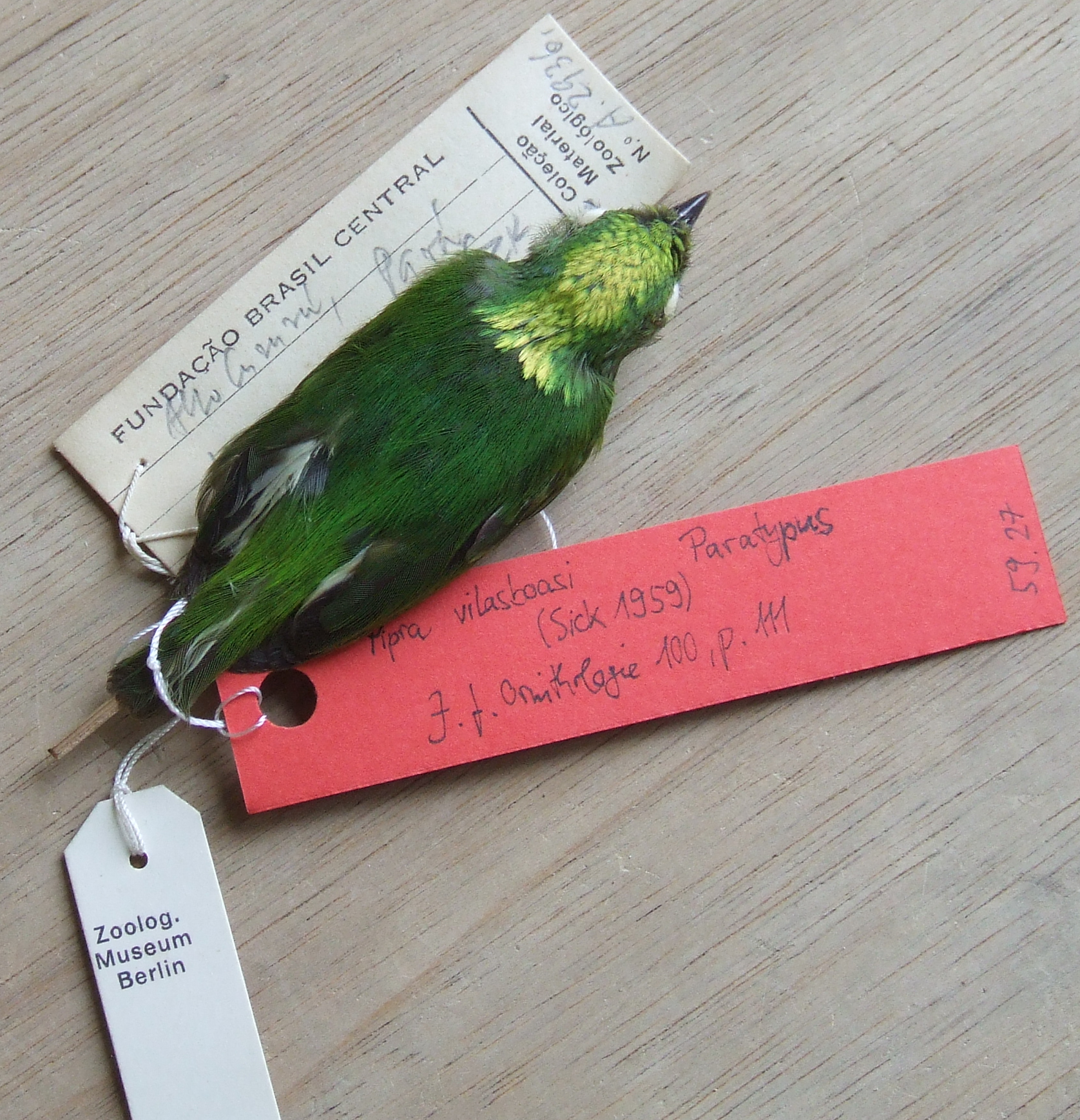
Paratype van Lepidothrix vilasboasi Sick, 1959 in het Museum für Naturkunde, te Berlijn

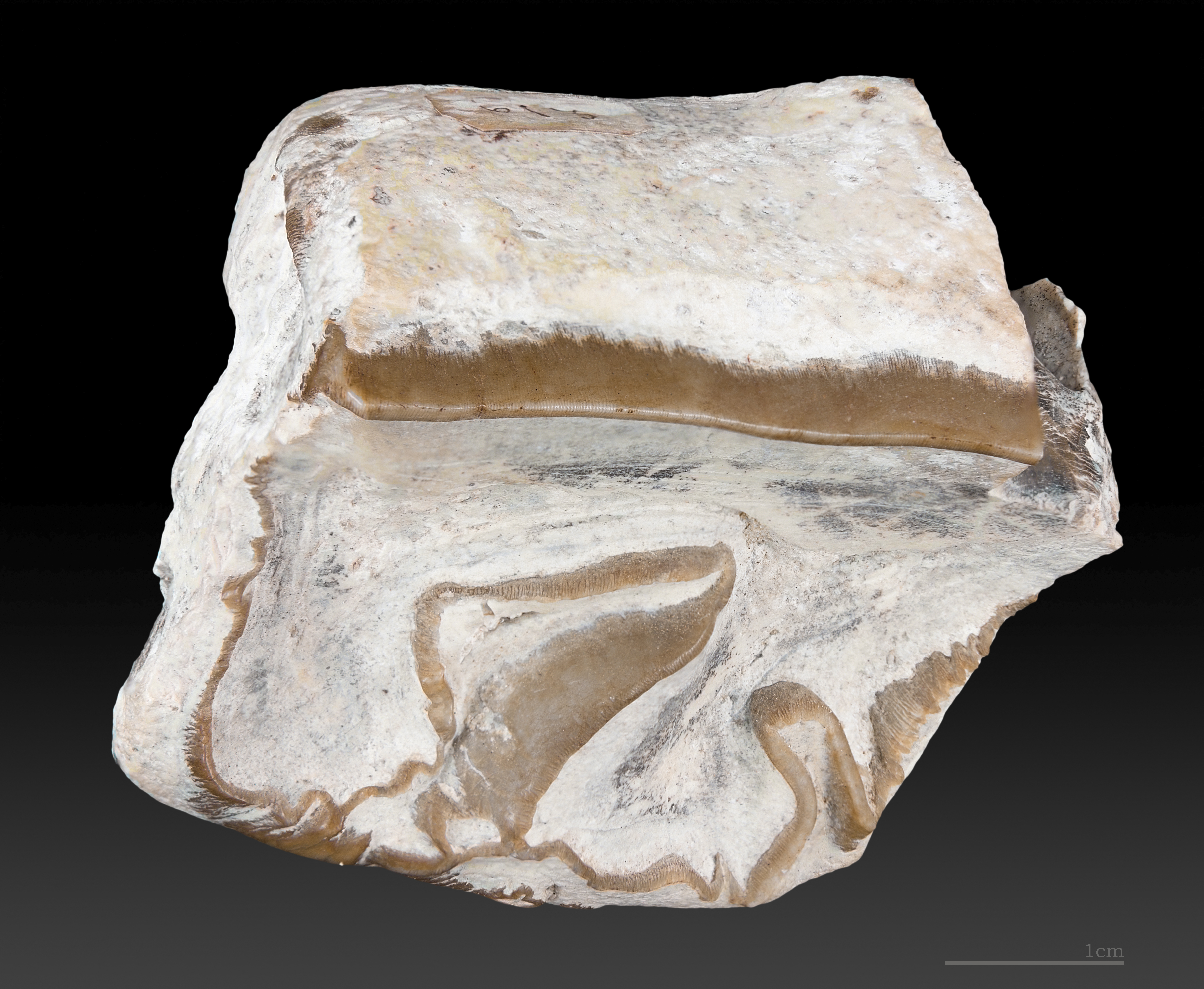
Paratype van Cadurcotherium nouleti

Een paratype is in de biologische nomenclatuur een bepaald exemplaar dat genoemd wordt of waarnaar verwezen wordt in een publicatie waarin een wetenschappelijke naam voor een nieuw taxon (in de rang van soort of lager) formeel gevestigd wordt. De exacte definitie is verschillend in de dierkunde en in de plantkunde. Anders dan de naam suggereert, is een paratype geen type.

## Dierkunde
In dierkunde bestaat een paratype alleen als er ook een holotype is. Het is elk overig deel van een typereeks, het materiaal dat in de oorspronkelijke publicatie over de nieuwe soort of ondersoort vermeld stond en niet impliciet of expliciet van de typereeks is uitgesloten. Als er bijvoorbeeld in de oorspronkelijke publicatie vijf exemplaren vermeld worden (die de typereeks vormen), en één daarvan het holotype is, dan zijn de overige vier paratypes.
De International Code of Zoological Nomenclature (ICZN) vereist sinds 1999 een holotype of syntypes voor elke nieuwe soort of ondersoort.
Een paratype kan van een andere vindplaats komen dan het holotype. Een paratype kan geen lectotype worden, maar eventueel wel een neotype. 
Een allotype duidt een exemplaar aan van het andere geslacht dan het holotype en is dus een paratype.
Als uit de syntypes een lectotype gekozen wordt, worden de overige syntypes paralectotypes: dit zijn geen paratypes (of types).

## Voor algen, planten en schimmels
Voor algen, planten en schimmels bestaat een paratype wanneer de oorspronkelijke auteur of een holotype heeft aangewezen, of meerdere exemplaren tegelijk heeft aangeduid als types (syntypes). Het is dan elk overig exemplaar dat in de oorspronkelijke publicatie genoemd wordt.
De International Code of Nomenclature for algae, fungi, and plants (ICNafp) definieert in Art. 9 een paratype als een exemplaar geciteerd in de protoloog, dus de oorspronkelijke publicatie, dat niet het holotype is, en niet een isotype, en niet een van de syntypes als twee of meer exemplaren tegelijk werden aangeduid als types.
Een paratype is dus niet noodzakelijk uitdrukkelijk als paratype vermeld in de oorspronkelijke beschrijving van een nieuw taxon. Paratypes kunnen latere taxonomen helpen om te achterhalen welke verzamelingen werden onderzocht.
Paratypes kunnen volgens Art. 9 later aangewezen worden als lectotype wanneer er geen holotype, isotype, syntype of isosyntype bestaat.
type (biologie) · type (zoölogie) – allotype · holotype · lectotype · neotype · paralectotype · paratype · syntype · typereeks · typesoort · typegeslacht · typelocatie